# Vicia monardii
Vicia monardii är en ärtväxtart som beskrevs av Pierre Edmond Boissier och Georges François Reuter. Vicia monardii ingår i släktet vickrar, och familjen ärtväxter. Inga underarter finns listade i Catalogue of Life.